# Jonvelle
Jonvelle est une commune française située dans le département de la Haute-Saône, la région culturelle et historique de Franche-Comté et la région administrative Bourgogne-Franche-Comté.

## Géographie

### Localisation
Cette commune située dans le nord-ouest de la Haute-Saône est limitrophe du département des Vosges et du département de la Haute-Marne.
La rivière Saône, ayant pris sa source dans le département limitrophe des Vosges, pénètre à Jonvelle, première commune de son cours dans le département de la Haute-Saône.

### Climat
Pour des articles plus généraux, voir Climat de la Bourgogne-Franche-Comté et Climat de la Haute-Saône.
En 2010, le climat de la commune est de type climat des marges montargnardes, selon une étude du Centre national de la recherche scientifique s'appuyant sur une série de données couvrant la période 1971-2000. En 2020, Météo-France publie une typologie des climats de la France métropolitaine dans laquelle la commune est dans une zone de transition entre le climat océanique altéré et le climat océanique altéré et est dans la région climatique  Lorraine, plateau de Langres, Morvan, caractérisée par un hiver rude (1,5 °C), des vents modérés et des brouillards fréquents en automne et hiver. 
Pour la période 1971-2000, la température annuelle moyenne est de 9,9 °C, avec une amplitude thermique annuelle de 17,1 °C. Le cumul annuel moyen de précipitations est de 900 mm, avec 12,7 jours de précipitations en janvier et 9,5 jours en juillet. Pour la période 1991-2020, la température moyenne annuelle observée sur la station météorologique de Météo-France la plus proche, « Venisey », sur la commune de Venisey à 13 km à vol d'oiseau, est de 11,0 °C et le cumul annuel moyen de précipitations est de 850,7 mm. 
La température maximale relevée sur cette station est de 39,7 °C, atteinte le 25 juillet 2019 ; la température minimale est de −17,4 °C, atteinte le 30 décembre 2005,,. 
Les paramètres climatiques de la commune ont été estimés pour le milieu du siècle (2041-2070) selon différents scénarios d'émission de gaz à effet de serre à partir des nouvelles projections climatiques de référence DRIAS-2020. Ils sont consultables sur un site dédié publié par Météo-France en novembre 2022.

## Urbanisme

### Typologie
Au 1er janvier 2024, Jonvelle est catégorisée commune rurale à habitat dispersé, selon la nouvelle grille communale de densité à sept niveaux définie par l'Insee en 2022.
Elle est située hors unité urbaine et hors attraction des villes,.

### Occupation des sols
L'occupation des sols de la commune, telle qu'elle ressort de la base de données européenne d’occupation biophysique des sols Corine Land Cover (CLC), est marquée par l'importance des territoires agricoles (55,5 % en 2018), en diminution par rapport à 1990 (57,9 %). La répartition détaillée en 2018 est la suivante : 
forêts (41,8 %), prairies (39,5 %), terres arables (14 %), zones urbanisées (2,7 %), zones agricoles hétérogènes (2 %). L'évolution de l’occupation des sols de la commune et de ses infrastructures peut être observée sur les différentes représentations cartographiques du territoire : la carte de Cassini (XVIIIe siècle), la carte d'état-major (1820-1866) et les cartes ou photos aériennes de l'IGN pour la période actuelle (1950 à aujourd'hui).

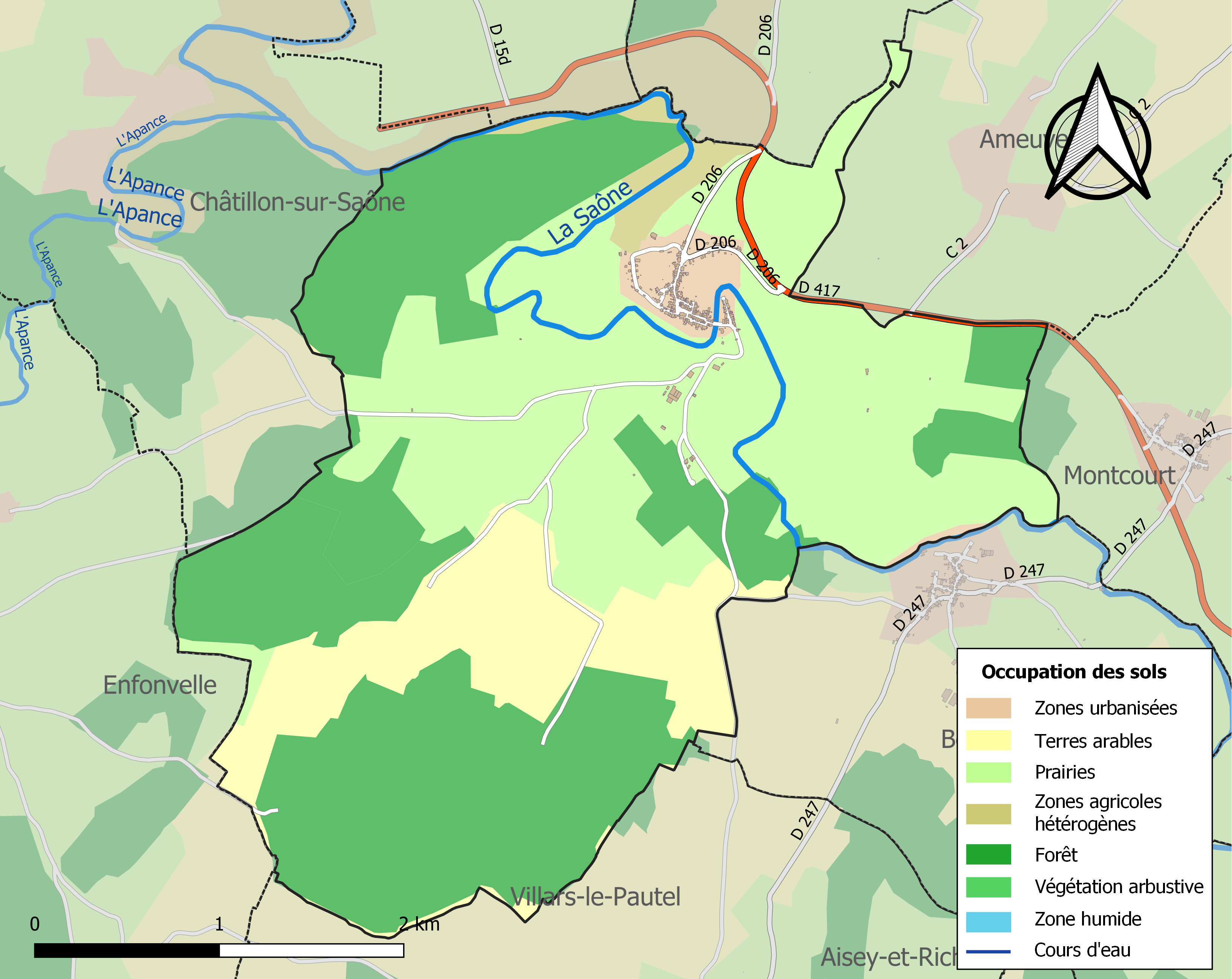
Carte des infrastructures et de l'occupation des sols de la commune en 2018 (CLC).

## Histoire
Jusqu'au XVIe siècle Jonvelle était une importante localité de Franche-Comté dont la population a pu monter à 2 500 habitants vers 1540. Mais la cité était aussi une terre de surséance convoitée par ses voisins lorrains et champenois. Le XVIe siècle semble être la période d'apogée et de déclin du Bourg. En 1552, Gilbert Cousin dans sa description de la Franche-Comté écrit: "Jonvelle, grande et ancienne place dont les murailles sont branlantes de vieillesse"
Jonvelle sera attaquée plusieurs fois par les Français:
- En 1476 pendant la Guerres de Bourgogne
- En 1595 pendant la Huitième guerre de religion
- En 1639 et 1641 pendant la guerre de Dix ans

Jean Girdardot de Nozeroy fit une brève description de Jonvelle après son siège de 1641 dans son Histoire de dix ans de la Franche-Comté de Bourgogne, 1632-1642 .

## Politique et administration

### Rattachements administratifs et électoraux
La commune fait partie de l'arrondissement de Vesoul du département de la Haute-Saône, en région Bourgogne-Franche-Comté. Pour l'élection des députés, elle dépend de la première circonscription de la Haute-Saône.
Jonvelle fait partie depuis la Révolution française  du canton de Jussey. Dans le cadre du redécoupage cantonal de 2014 en France, celui-ci s'est étendu, passant de 22 à 65 communes.

### Intercommunalité
Jonvelle était membre de la communauté de communes Saône et Coney, créée au 1er janvier 2003.
Dans le cadre de la mise en œuvre du schéma départemental de coopération intercommunale approuvé en décembre 2011 par le préfet de Haute-Saône et qui prévoit notamment la fusion de cette intercommunalité, de la Communauté de communes des belles sources et de la Communauté de communes du val de Semouse, Jonvelle s'est retirée de Saône et Coney pour intégrer, le 1er janvier 2014, la communauté de communes des Hauts du val de Saône.

### Liste des maires

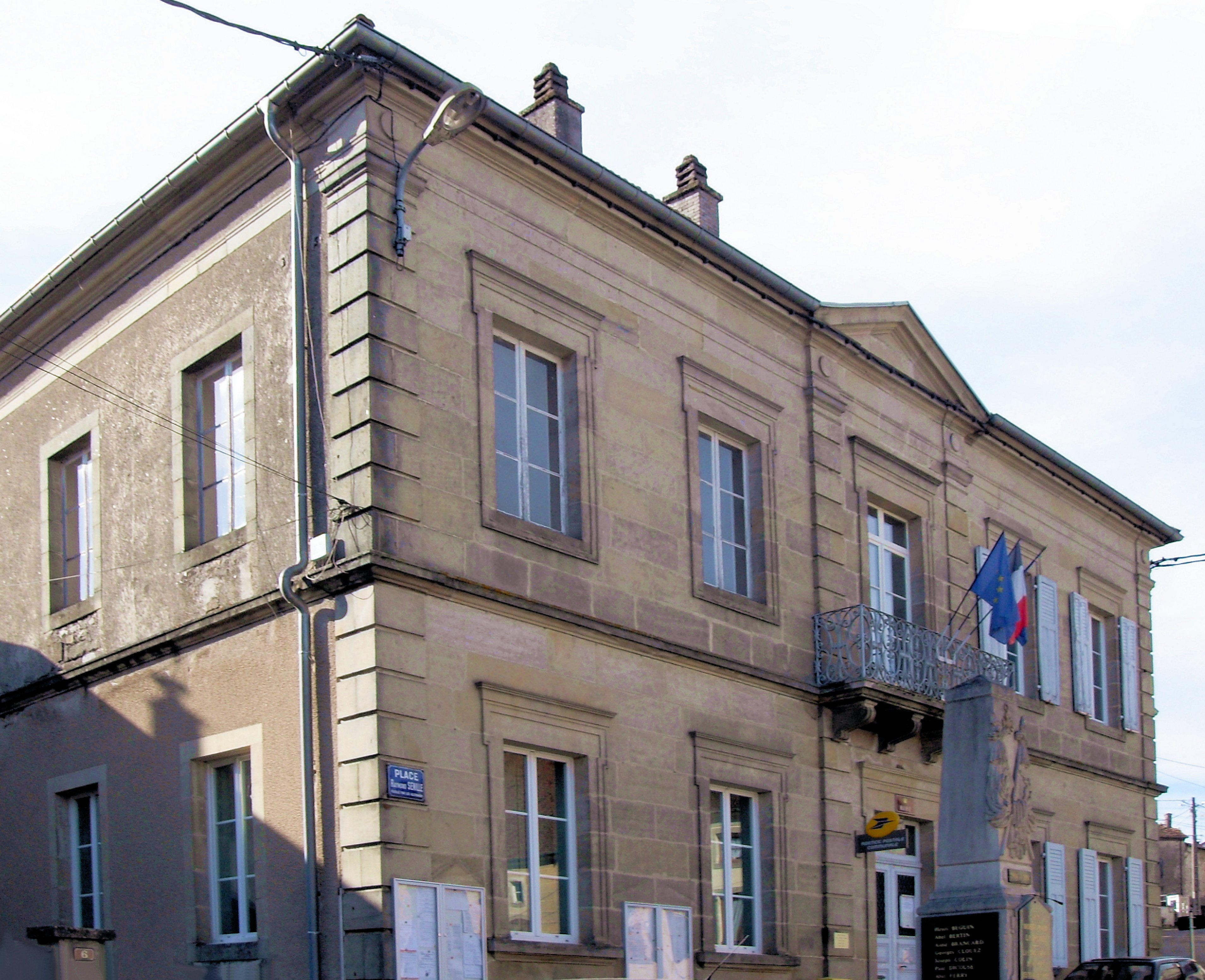
La mairie de Jonvelle.

| Période                                  | Période                  | Identité           | Étiquette | Qualité                         |
| ---------------------------------------- | ------------------------ | ------------------ | --------- | ------------------------------- |
| Les données manquantes sont à compléter. |                          |                    |           |                                 |
| avant 1935                               | après 1835               | Pierre Pecheur     |           |                                 |
| Les données manquantes sont à compléter. |                          |                    |           |                                 |
| mars 2001                                | mars 2008                | Michel Maillarbaux |           |                                 |
| mars 2008                                | En cours (au avril 2014) | Christian Drouhin  |           | Réélu pour le mandat 2014-2020, |

## Démographie
En 2022, la commune comptait 101 habitants. À partir du XXIe siècle, les recensements réels des communes de moins de 10 000 habitants ont lieu tous les cinq ans. Les autres « recensements » sont des estimations.
| 1793 | 1800 | 1806 | 1821 | 1831 | 1836 | 1841 | 1846 | 1851 |
| ---- | ---- | ---- | ---- | ---- | ---- | ---- | ---- | ---- |
| 845  | 831  | 942  | 908  | 891  | 901  | 869  | 842  | 850  |

| 1856 | 1861 | 1866 | 1872 | 1876 | 1881 | 1886 | 1891 | 1896 |
| ---- | ---- | ---- | ---- | ---- | ---- | ---- | ---- | ---- |
| 688  | 695  | 708  | 712  | 666  | 664  | 635  | 559  | 525  |

| 1901 | 1906 | 1911 | 1921 | 1926 | 1931 | 1936 | 1946 | 1954 |
| ---- | ---- | ---- | ---- | ---- | ---- | ---- | ---- | ---- |
| 541  | 515  | 476  | 381  | 365  | 329  | 327  | 243  | 242  |

| 1962 | 1968 | 1975 | 1982 | 1990 | 1999 | 2006 | 2011 | 2016 |
| ---- | ---- | ---- | ---- | ---- | ---- | ---- | ---- | ---- |
| 239  | 233  | 199  | 169  | 139  | 171  | 151  | 140  | 126  |

| 2021 | 2022 | - | - | - | - | - | - | - |
| ---- | ---- | - | - | - | - | - | - | - |
| 109  | 101  | - | - | - | - | - | - | - |

## Culture locale et patrimoine

### Lieux et monuments

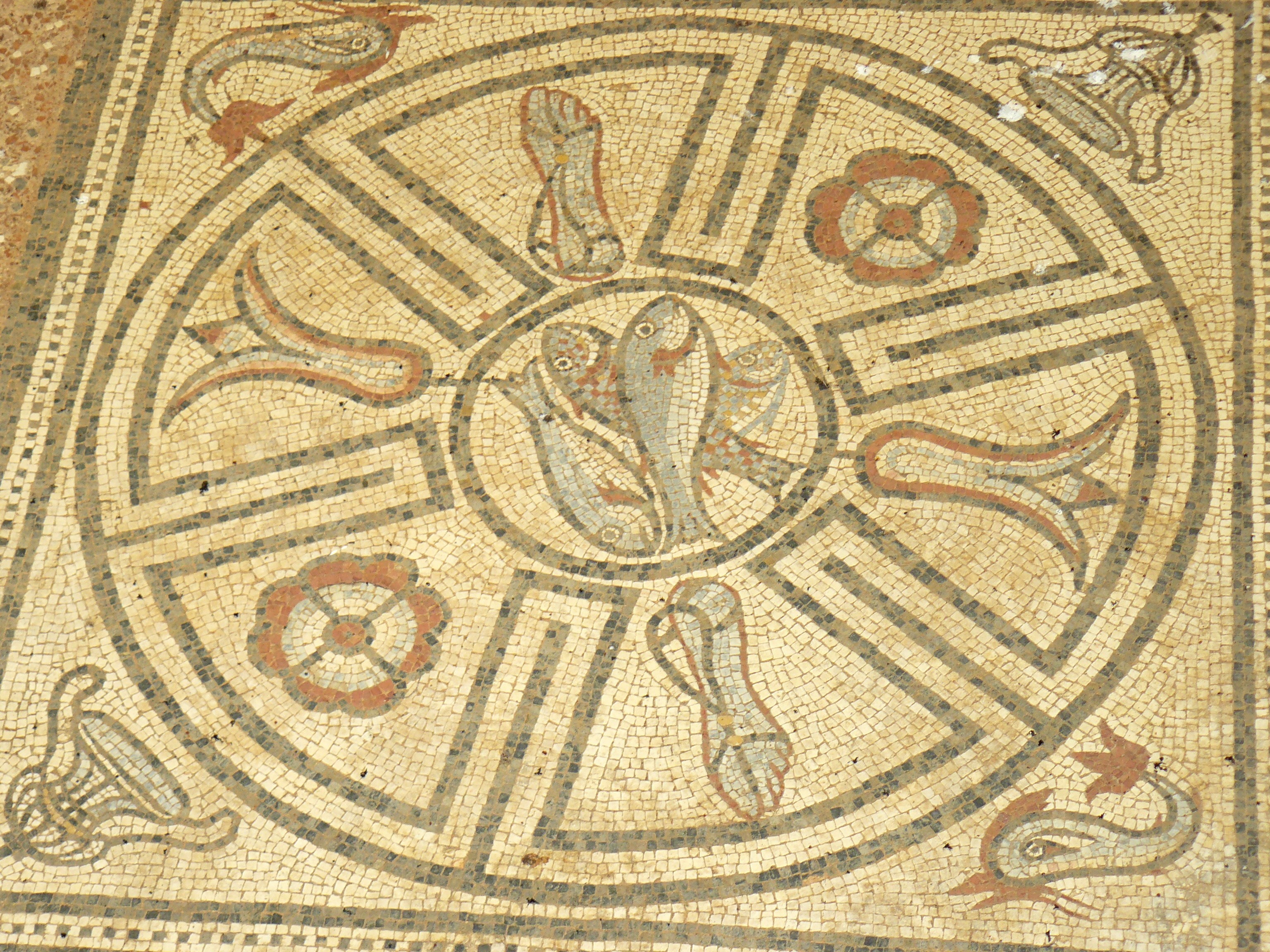
La mosaïque de Jonvelle.

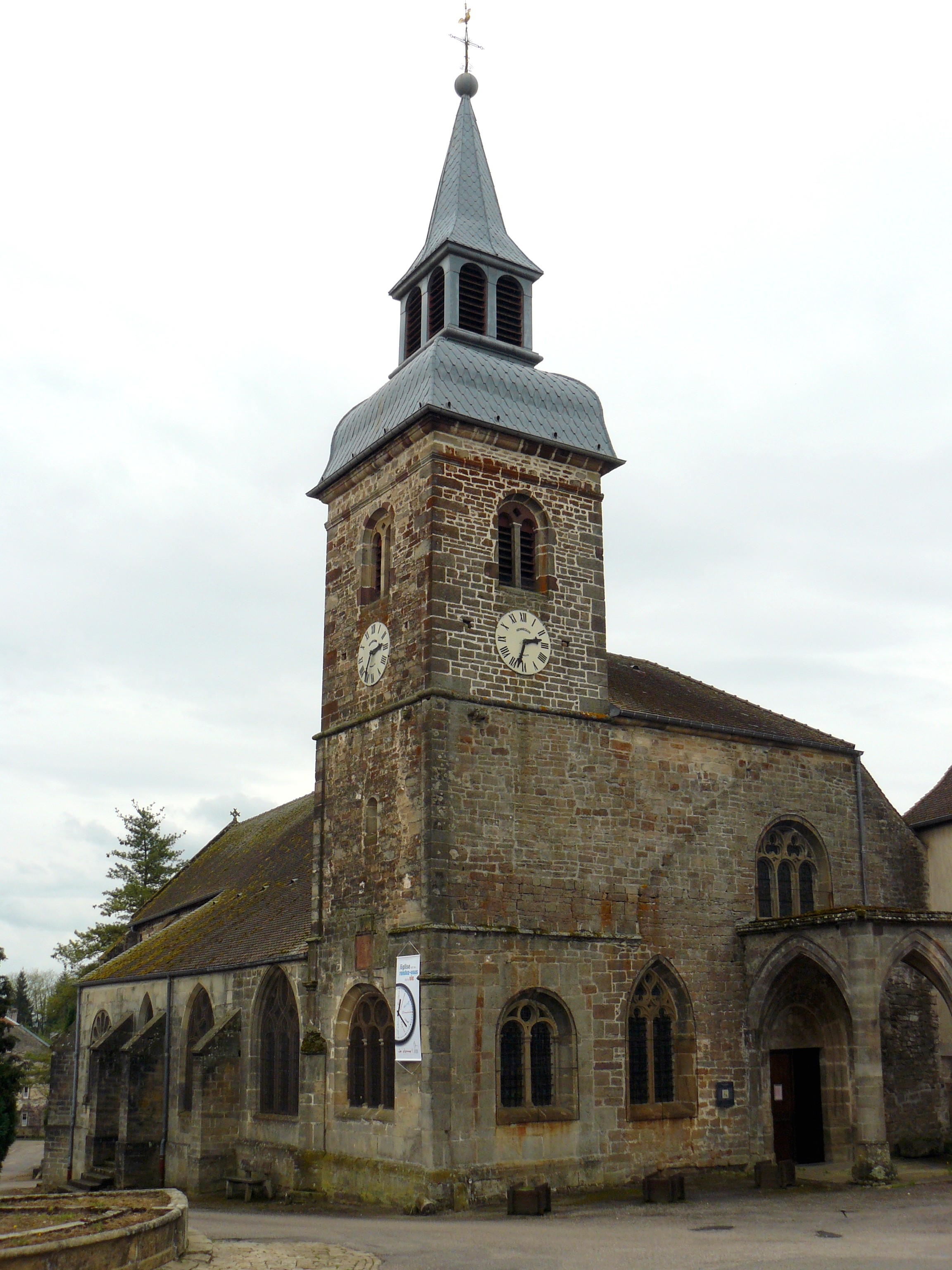
L'église de l'Assomption.

- Site gallo-romain de Jonvelle sont des bains gallo-romains qui ont été mis au jour en 1968 par l'abbé Descourvières à quelques centaines de mètres du village. Il existe un musée et les fouilles se visitent, en particulier une magnifique mosaïque.
- Église de l'Assomption, construite au XIIe siècle, initialement dédiée à la Vierge et à saint Pierre ; remaniée à de nombreuses reprises par la suite. Chœur voûté du XIIIe siècle, clocher à l'impériale surmonté d'un lanternon coiffé d'une flèche, élevé en 1635 par les jésuites.
- Musée de la vie d’autrefois, petit écomusée consacré à la vie locale[21],[22]
- Presbytère de Jonvelle.
- Prieuré de Jonvelle.

### Personnalités liées à la commune
- Jean d'Andelot, (v1500-1556), militaire, fait baron de Jonvelle en 1539 par Charles Quint
- Nicolas Savouret (1733-1794 ), religieux, martyr de la Révolution française, béatifié en 1995, né à Jonvelle.
- Claude Gaspard Blancheville (1767-1810), colonel dans l'armée napoléonienne, y est né.
- Henri Fleisch (1904-1985), missionnaire au Liban, érudit des langues du Moyen-Orient et de la préhistoire, né à Jonvelle.
- Émile Descourvières (1921-1995), curé, historien et archéologue local[Note 2].
- Thierry La Valeur (XVIe siècle), capitaine des archers de la place de Jonvelle[Note 3].
- Antoine Thiout, né à Jonvelle en 1692, horloger[Note 4].

### Héraldique
|  | Les armes de la commune se blasonnent ainsi : De sinople au château d’or sur une terrasse de sable. |